# Palais de Monaco
Ne doit pas être confondu avec Maison dite des princes de Monaco ou Hôtel de Monaco.
Le palais de Monaco, communément appelé le Palais princier (monégasque : Palaçi d’u Pri̍ncipu), est la résidence officielle du prince de Monaco depuis 1297. Il est situé en haut du rocher de Monaco, quartier le plus ancien de la principauté de Monaco, surplombant la mer Méditerranée de soixante mètres.
Construit en 1191, à l’origine pour devenir une forteresse de la république de Gênes, cet édifice a connu au cours de son histoire, bombardements et sièges par de nombreuses forces étrangères. Depuis la fin du XIIIe siècle, c'est la demeure de la maison Grimaldi, famille qui conquit le lieu en 1297. Les Grimaldi gouvernent la principauté en tant que seigneurs féodaux et depuis le XVIIe siècle comme princes souverains.
Alors que les souverains européens construisent des palais luxueux de style Renaissance ou baroque, la situation géopolitique conduit le palais à être fortifié. L’occupation du lieu par les Grimaldi est peu commune, par rapport aux autres familles souveraines européennes, du fait de l’absence de palais secondaires ainsi que de l’étroitesse du territoire. Il en résulte que cette résidence fut habitée pendant plus de sept siècles par la famille princière.
Pendant le XIXe et le début du XXe siècle, le Palais et ses occupants deviennent le symbole glamour et jet set qui est associé au faste de Monte-Carlo et de la Côte d'Azur. Summum de cette théâtralité, en 1956, la vedette de cinéma américaine Grace Kelly devient princesse consort de Monaco après son mariage avec Rainier III. Aujourd'hui, le palais est la résidence d’Albert II, actuel prince souverain de Monaco.

## Historique
Le palais est situé sur un site géologique unique et spectaculaire, un rocher de plus de 60 mètres de haut, au centre d’une ville construite en amphithéâtre face à la mer Méditerranée, au pied des Alpes. Il a été édifié sur l'emplacement d’une forteresse médiévale établie par les Génois en 1215.
Du XIVe au XVIe siècle, la façade sur la place fut ornée de loggias.
La galerie d’Hercule, la salle du Trône et la cour d’Honneur furent créées à la Renaissance du XVe siècle.
Les souverains actuels firent construire une nouvelle aile abritant leurs appartements, le musée des souvenirs napoléoniens et les archives du Palais princier.

### Naissance d’une forteresse

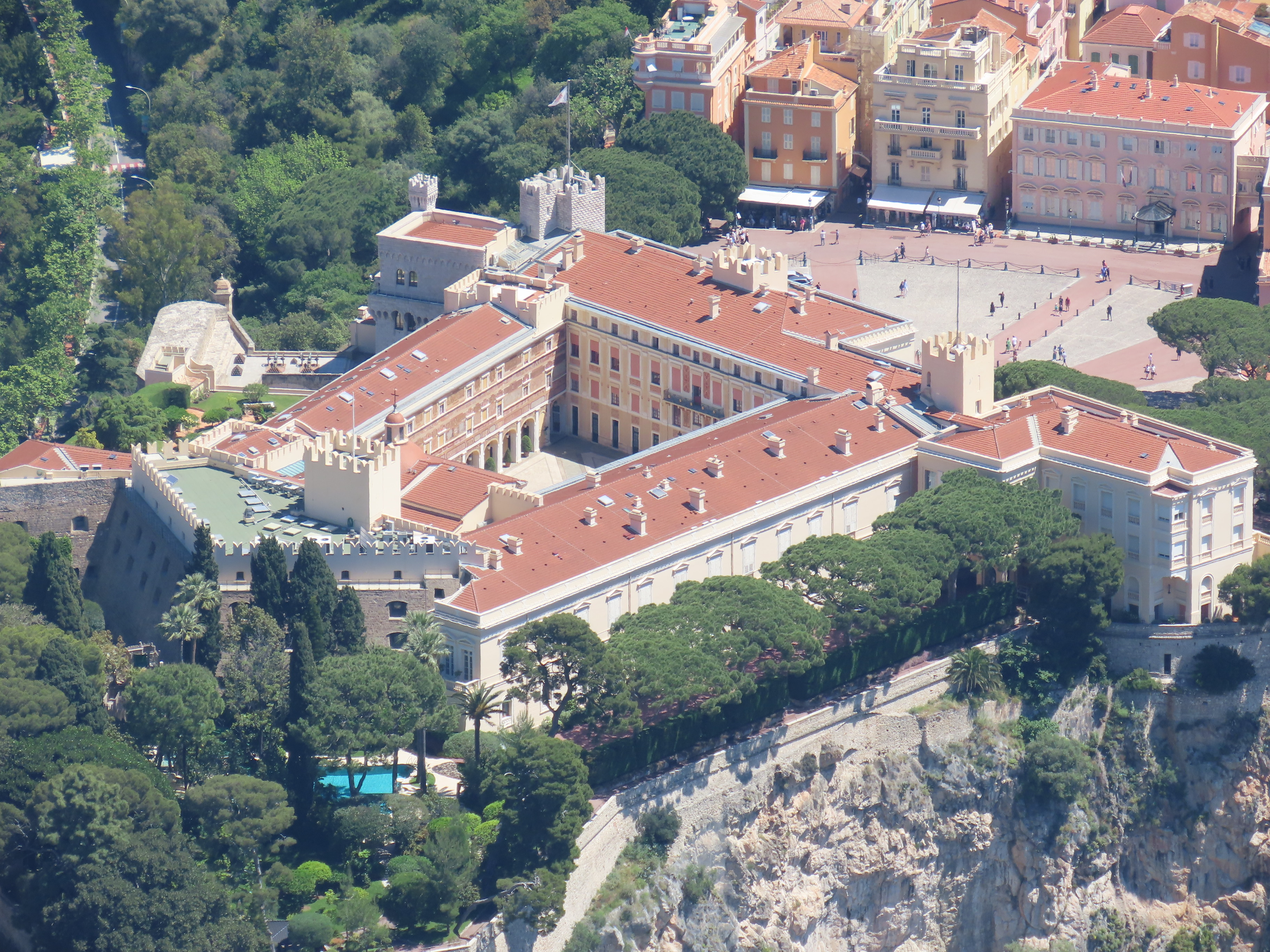
Vue aérienne du Palais (depuis la tête de Chien).

L'histoire de Monaco est antérieure à l'occupation romaine de 122 av. J.-C. Son port naturel garantit alors un flot continu de visiteurs venant de Byblos, Tyr et Sidon. Plus tard les Phéniciens y viennent pour faire commerce de la soie, de l'huile et des épices. Ce sont eux qui introduisent dans cette partie de la Méditerranée leur dieu Melkart connu plus tard par les Romains sous le nom de Hercules Monoikos. C'est d'après ce dieu que les Romains renommèrent la cité Portus Hercules Moneici, qui évolua ensuite vers son nom actuel de Monaco.

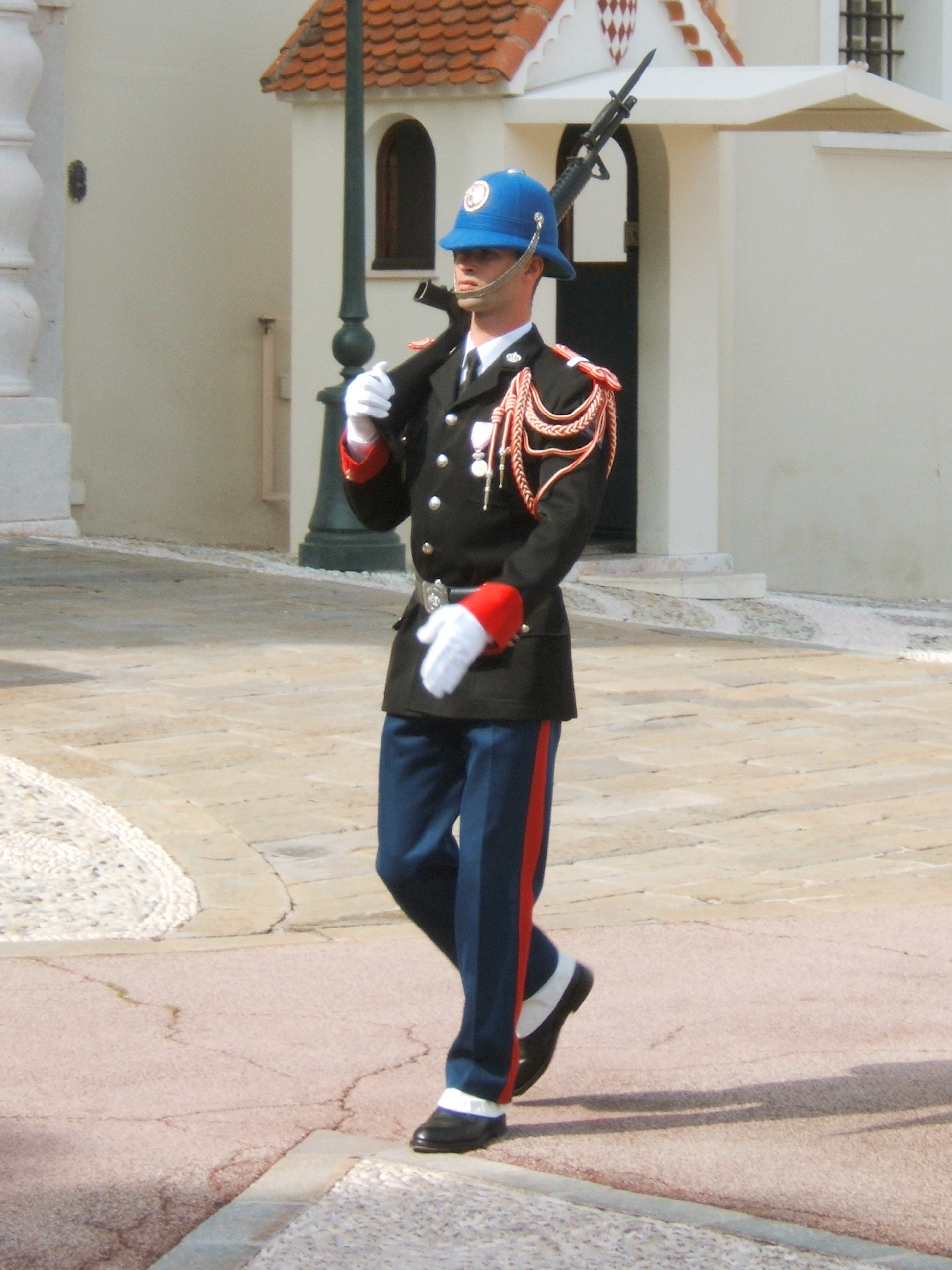
Un garde du Palais princier.

Le siège des princes de Monaco est établi sur le rocher de Monaco en tant que forteresse en 1191 lorsque le port est acquis par la république de Gênes. Le lieu et ses alentours sont donnés aux Génois par l'empereur Henri IV à la condition que ceux-ci protègent la côte de la piraterie. Plusieurs territoires sont aussi cédés aux nouveaux propriétaires par les consuls de Peille et l'Abbaye de Saint Pons. En 1215, les travaux commencent sur la nouvelle forteresse, constituée par un mur défensif protégé par une courtine, flanqué de quatre tours. Cet ensemble forme le cœur du palais actuel.
Au XIIe siècle Gênes tient une place importante dans la politique européenne. Les Génois sont une nation de marchands riches, qui remplissent souvent le rôle de banquier pour les autres États-nations. Cependant, ces Génois se divisèrent lorsque l'empereur Frédéric II défia le pouvoir du pape Innocent IV. Deux factions se  formèrent : les guelfes, soutenant le pape et les gibelins, fidèles à la couronne impériale. Aux côtés des Guelfes, se tenait l'une des familles patriciennes de Gênes, les Grimaldi. Tout au long du XIIIe siècle, les deux camps s'affrontèrent. À la fin du siècle, les Gibelins ressortirent vainqueurs et chassèrent leurs opposants de Gênes, dont les Grimaldi qui s'établirent alors dans la région, l’actuelle Côte d'Azur. Plusieurs châteaux Grimaldi témoignent de la forte présence de branches de cette famille dans les environs, comme à Cagnes-sur-Mer.

### La forteresse Grimaldi

Armoiries et devise de la maison Grimaldi.

La légende relate que le 8 janvier 1297, François Grimaldi, dit « le Rusé », se faisant passer pour un moine franciscain demandant asile pour la nuit, parvint ainsi à entrer dans la citadelle afin de pouvoir ouvrir les portes à ses soldats. Ils s’emparèrent alors de la forteresse. Depuis, l'édifice est devenu le siège des Grimaldi. Cet événement est commémoré par la statue de François Grimaldi dans le quartier du Palais. C'est pourquoi, les armoiries de la Maison Grimaldi et de la principauté représentent deux moines armés chacun d'une épée tenant le blason de Monaco.
Charles Grimaldi, fils du cousin François Grimaldi, qui dirige Monaco entre 1331 et 1357 agrandit significativement la forteresse en ajoutant deux grands bâtiments : l'un, contre les remparts est, et le second faisant face à la mer. Ces agrandissements changent la physionomie de la forteresse en la transformant en maison fortifiée. Cependant les fortifications gardent leur fonctionnalité car pendant les trente années suivantes, la forteresse est alternativement perdue et regagnée par les Grimaldi contre les Génois. En 1341, les Grimaldi prennent Menton et Roquebrune consolidant ainsi leur pouvoir sur la région. Subséquemment, ils renforcent les défenses du port ainsi que la forteresse du rocher.
Pendant les siècles suivants, les Grimaldi doivent se défendre contre les attaques successives de puissances étrangères. La forteresse est fréquemment bombardée, endommagée et restaurée. Progressivement, les Grimaldi signent des alliances avec le royaume de France, ce qui a pour effet de renforcer et protéger leur position. Ainsi, bénéficiant d'une sécurité, les seigneurs de Monaco ressentent le besoin de posséder une demeure à l'image de leur pouvoir et prestige.
Au cours du XVe siècle, la forteresse et le Rocher continuent à s'agrandir et abritent une garnison de 400 soldats. La lente transformation de la maison fortifiée en palais commence pendant cette période. Tout d'abord, il y a l'édifice construit par Lambert Grimaldi, seigneur de Monaco de 1458 à 1494, puis continué par son fils Jean II. Cette période voit une extension de la partie est de la forteresse avec un corps de logis principal de trois niveaux, protégé par de hauts murs connectés par les tours de Sainte-Marie, du Milieu et du Midi. Une loggia est construite sur deux étages, avec cinq arches par étages.

### De la forteresse au Palais

Plan du palais actuel : A : Entrée • B : loggias • C : appartements d'État • D : chapelle • E : piscine • F : tour Toussaint • G : serravalle • H : tour du Midi • K : tour du Milieu • M : tour Sainte-Marie • N : bureaux administratifs et logements des domestiques…

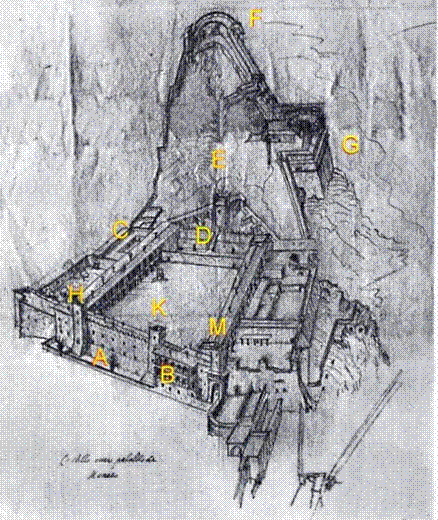
Le Palais au XVIIe siècle.

#### LucienIer(1505–1523)
À la mort de Jean II, son frère Lucien lui succède. La paix est de courte durée car en décembre 1506, 14 000 soldats génois assiègent Monaco et son château. Pendant cinq mois, 1 500 Monégasques et mercenaires défendent le Rocher avant d'obtenir la victoire en mars 1507. Lucien engage alors des accords diplomatiques avec la France et l'Espagne avec l'intention de préserver la fragile indépendance du petit État. Lucien engage immédiatement des réparations des dommages causés par les bombardements du palais fortifié. Il ajoute aussi une aile supplémentaire sur la gauche du corps principal qui abrite aujourd'hui les appartements d'État.

#### HonoréIer(1523–1581)
Pendant le règne d'Honoré Ier, les modifications dans le Palais se poursuivent. Le traité de Tordesillas (1524) signé au début de son règne assoit la position de Monaco en tant que protectorat du royaume d'Espagne. Cette sécurité permet à Honoré Ier de se concentrer sur l'amélioration du Palais princier et son confort, davantage que sur la défense jusque là perpétuelle de ce dernier.
La cour intérieure est reconstruite : l'architecte Dominique Gallo y dessine deux arcades, étendant la cour des points H à C. Ces arcades, situées en face de la première aile construite par Lucien Ier, possèdent douze arches dont chacune des balustrades à leur sommet sont décorées de marbre blanc. Aujourd'hui, les arcades supérieures sont connues sous le nom de galerie d'Hercule du fait de leurs plafonds peints par Orazio de Ferrari et représentant des scènes des Douze Travaux d'Hercule. Ces arcades, ou loggias, forment des couloirs desservant les pièces de l'aile Sud. De l'autre côté de la cour, une nouvelle aile est érigée et l'artiste génois Luca Cambiaso est chargé d'y peindre des fresques. L'on pense aujourd'hui que les galeries de l'aile Nord surplombant le port ont été construites à la même période.
D'autres agrandissements ont été menés en 1529 en l'honneur de la visite de l'empereur Charles V au palais. Il y resta quatre nuits lors de son couronnement à Bologne par le pape Clément VII.

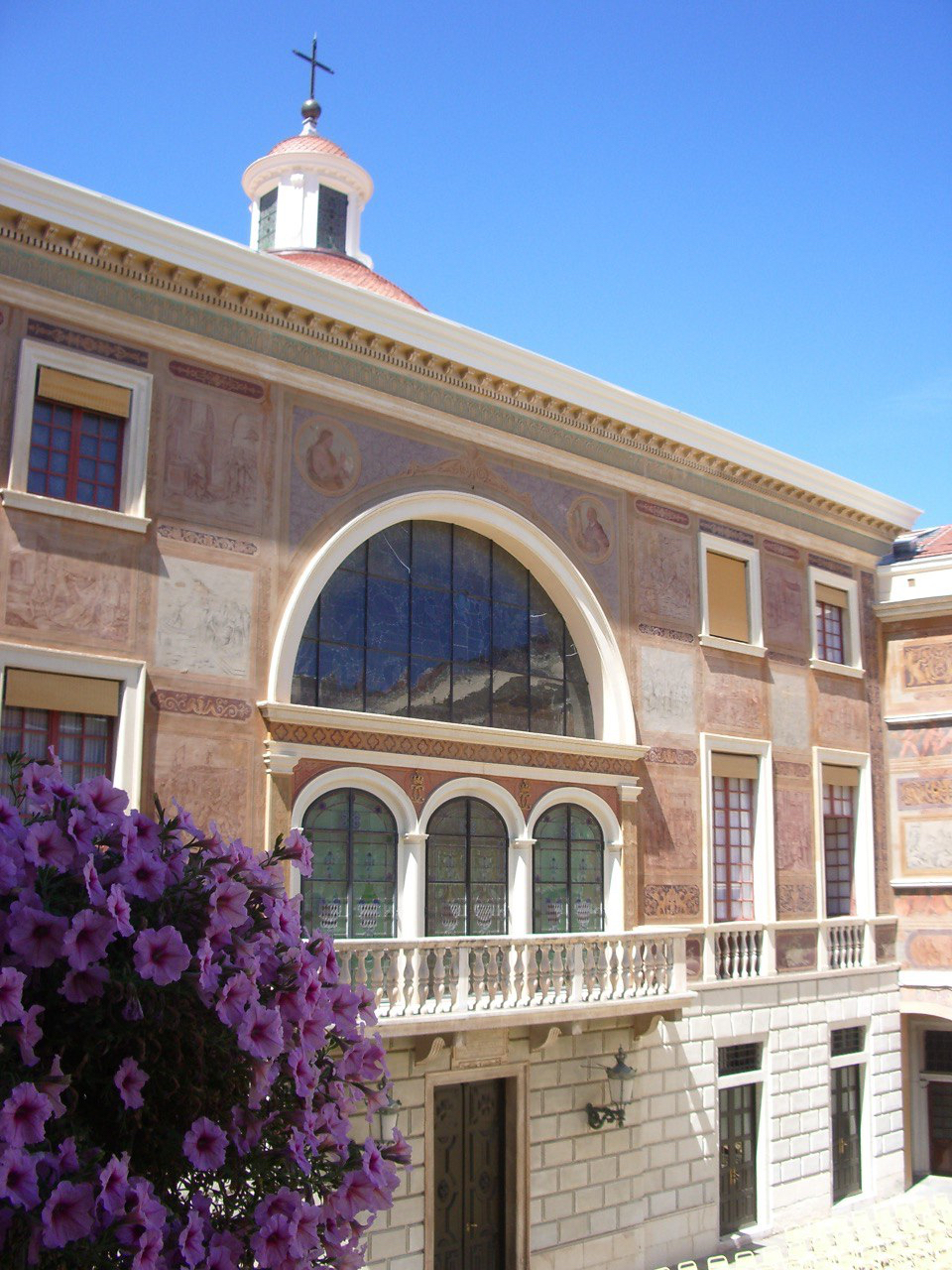
Chapelle Saint Jean-Baptiste, dite Chapelle palatine.

Le règne d'Honoré Ier marque une période de grandes avancées architecturales au palais Princier, bien que le Prince souverain n'en modifie pas le style, ne faisant pas de la résidence princière un palais du style Renaissance. Malgré le protectorat espagnol, le risque d'attaque de la Principauté par la France demeure l'une des principales préoccupations d'Honoré Ier. C'est dans ce souci de défense que le Prince fait ajouter deux nouveaux édifices : la tour Toussaint (F) et le bastion de Serravalle (G). La tour Toussaint est demi-circulaire et protège le bout du rocher ; elle comporte des canons et rejoint des caves non naturelles creusées à même le rocher. Un passage souterrain la relie au bastion de Serravalle, un édifice de trois étages aux ponts équipés de canons. Une citerne, pouvant répondre aux besoins en eau de mille hommes pendant un éventuel siège de vingt mois, est installée sous la cour 

### Propriétaires forains et révolution (1662–1815)
À la fin du XVIIe et au début du XVIIIe siècle, alors que Monaco est officiellement un État indépendant, il est en réalité une province française. Ses chefs d'État passent la majorité de leur temps à la Cour de France, à l'instar de beaucoup d'aristocrates propriétaires forains (en).

### XXe siècle

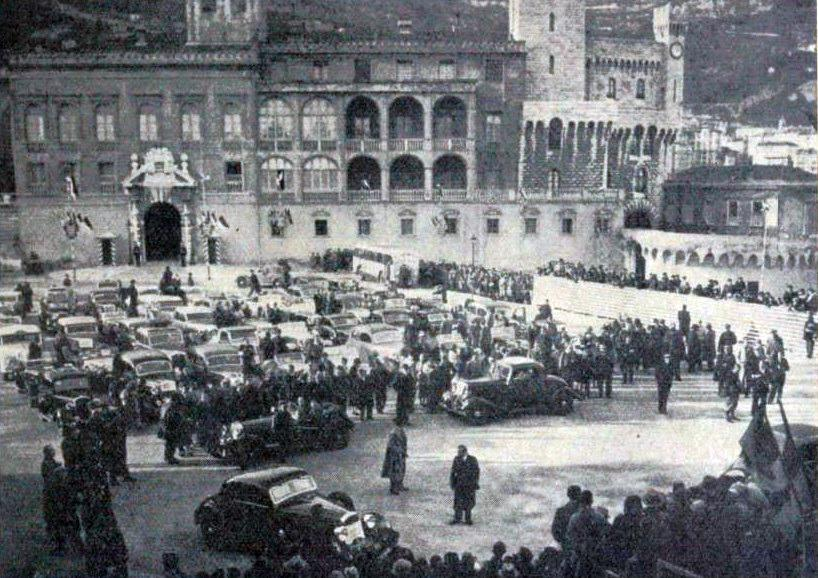
Distribution des prix du Rallye Monte-Carlo de 1936 au Palais princier.

### XXIesiècle

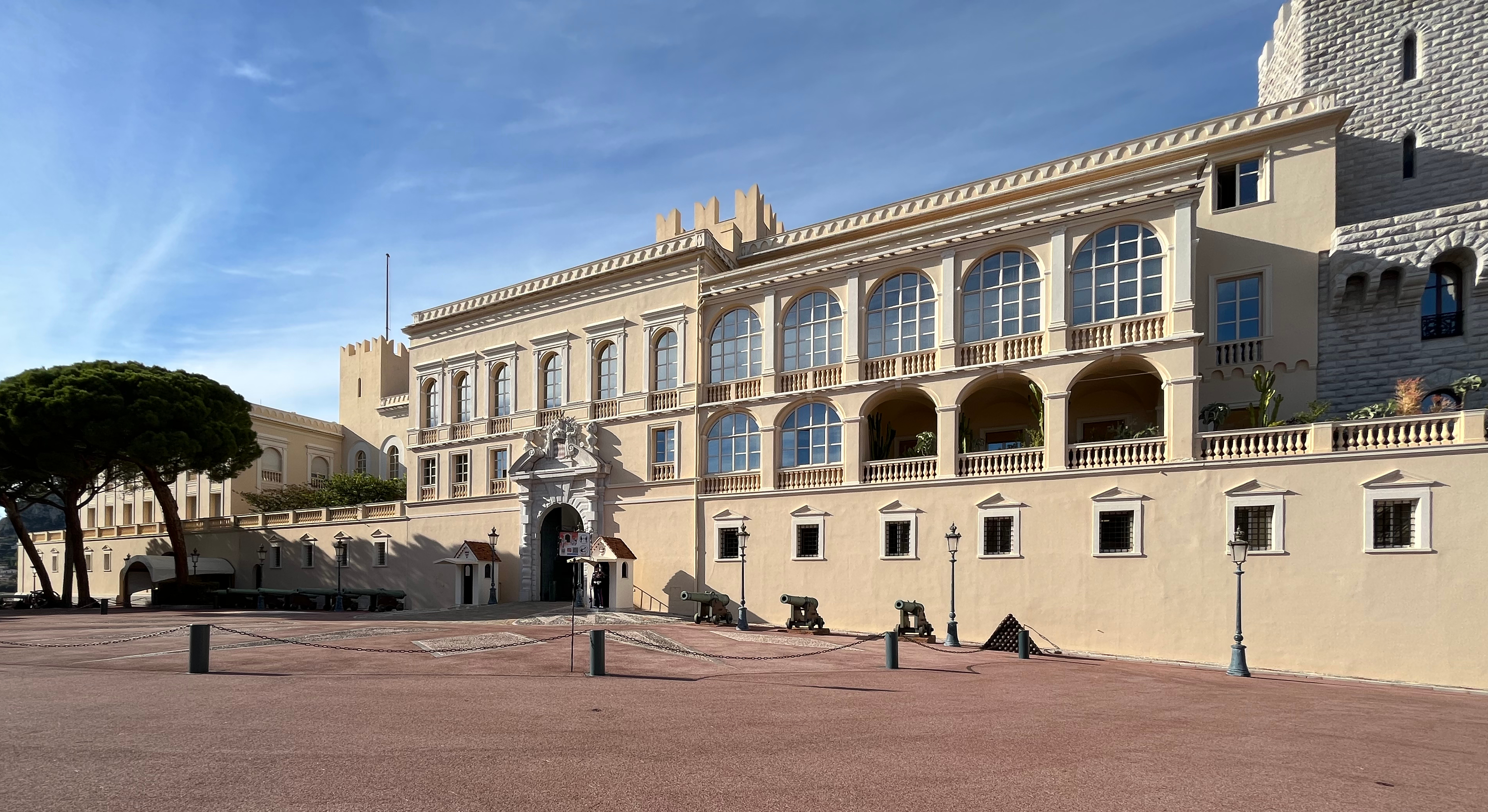
Le palais princier en 2021.

Les « Grands Appartements » sont ouverts au public durant l'été, et depuis 1960, la cour d'honneur du Palais est le théâtre de concerts en plein air donnés par l'Orchestre philharmonique de Monte-Carlo.
Toutefois, le Palais est bien plus qu'une attraction touristique et un musée : il reste un palais entièrement fonctionnel et le siège du gouvernement monégasque. Il fait travailler environ 270 personnes, en 18 corps de métier (jardiniers, peintres, maçons, cuisiniers et notamment 110 carabiniers).
À la fin des années 2010, lors de la restauration de la cour d'honneur, des fresques datant du XVIe siècle sont redécouvertes, cachées sous un ancien faux-plafond. Il en est de même dans le salon Matignon et dans le salon Louis XIII.
Le mariage religieux du prince Albert II et de Charlene Wittstock se déroule le 2 juillet 2011 dans la cour d'honneur du Palais.

## Tourisme

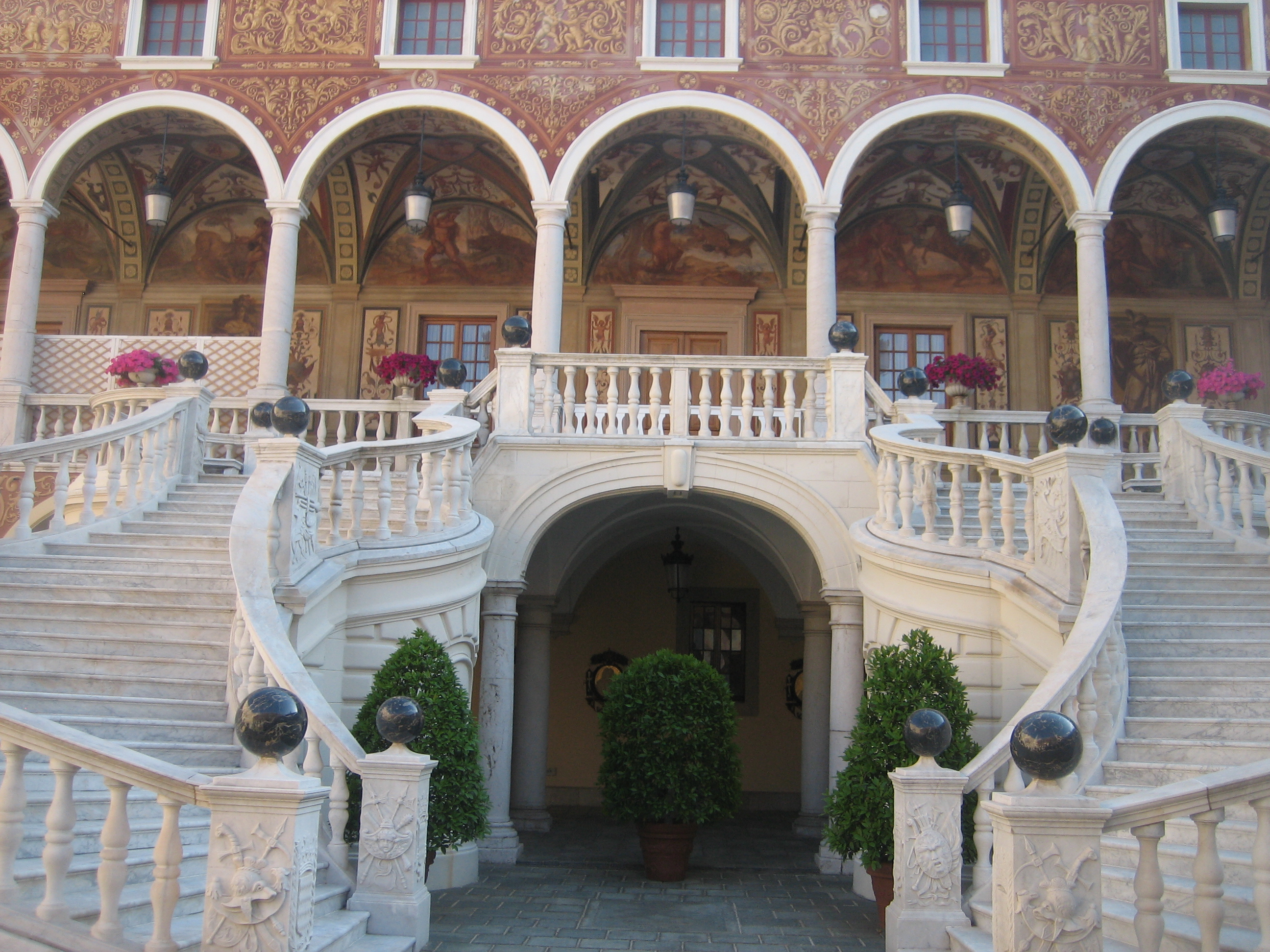
Escalier double scandé de boules de marbre noir de Portor, donnant sur la galerie d'Hercule.

Les fastes de ce Palais sont ouverts au public d'avril à septembre, de 10 h à 17 h, et certaines parties peuvent être visitées :
- les « Grands Appartements » du XVIIe siècle, dont la galerie d'Hercule ornée de fresques du XVIe siècle et de motifs grotesques, la galerie à l'italienne, le salon Louis XV, le salon Mazarin, la salle du Trône où se trouve une table de style Louis XIV ornée d'une mosaïque de marbre et sur laquelle sont traditionnellement signés tous les actes officiels de la famille souveraine[8]. On peut avoir un aperçu de la Chapelle palatine qui ne se visite pas. On peut voir, entre autres, la chambre d'York avec son impressionnant lit à baldaquin, la bibliothèque, le cabinet Valentinois, la chambre des officiers, le cabinet d’histoire...
- la « tour Sainte-Marie » où flotte l'étendard indiquant la présence du souverain dans le Palais,
- la « tour de l'Horloge »
- la cour d'Honneur recouverte d'un mélange géométrique de galets et dalles de pierre et son escalier[c] du XVIIe siècle, ainsi que les somptueuses fresques d'artistes génois du XVIe siècle[9].